# Baynesia lophophora
Baynesia lophophora là một loài thực vật thuộc họ Apocynaceae. Đây là loài đặc hữu của Namibia.

## Hình ảnh

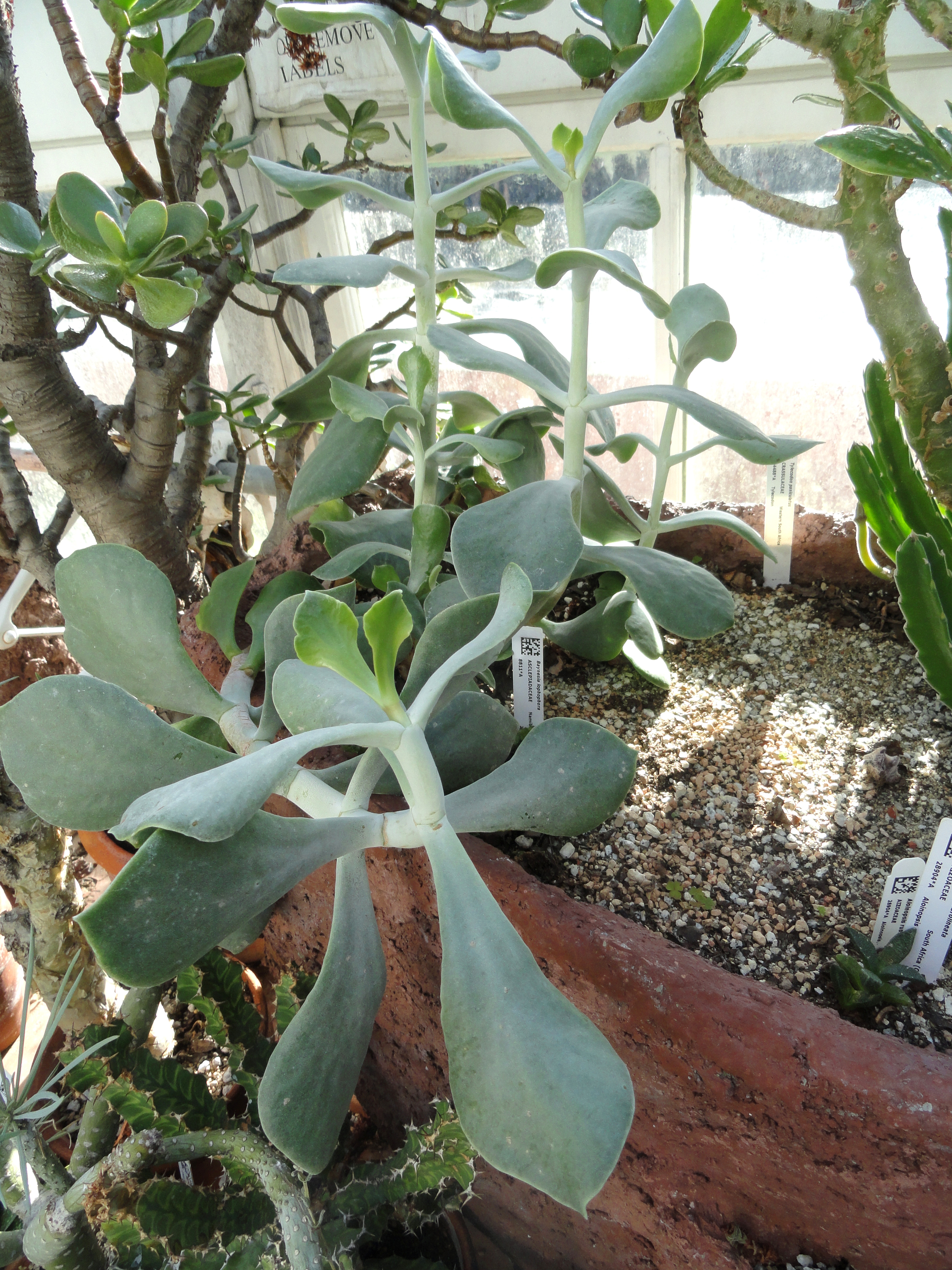